# Enrico Colzani
Enrico Colzani est un astronome amateur italien.

## Biographie
Il est membre du Groupe d'astrophiles de Brianza qui opère à l'observatoire astronomique de Sormano.
Le Centre des planètes mineures le crédite de la découverte de l'astéroïde (18426) Maffei effectuée le 18 décembre 1993 avec la collaboration avec Graziano Ventre.